# Гусейнова, Шаргия Гурбан кызы
Шаргия Гурбан кызы Гусейнова (род. 12 февраля 1947, Баку) — азербайджанский телевизионный диктор, народная артистка Азербайджана (2006).

## Биография
Родилась 12 февраля 1947 года в городе Баку в семье военного и медработницы. 
Окончив среднюю школу № 174 города Баку, поступила на актерский факультет Бакинского театрального института. В 1967 году, обучаясь на первом курсе института, приняла участие в конкурсном отборе дикторов на телевидение, победив на котором, устроилась работать диктором Азербайджанского телевидения. Отличалась узнаваемым тембром голоса, особой манерой ведения телевизионных передач.
До 2005 года работала на государственном телевидении, после чего также продолжала деятельность на частных телеканалах.
В 1990 году удостоена звания заслуженной артистки Азербайджанской ССР, 4 ноября 2006 года Гусейновой присвоено звание народной артистки республики
.
В 2016 году удостоена Персональной стипендии Президента Азербайджанской Республики.

## Фильмография
- Qoy oturmuşuq (передача, 2007)